# 5432 Imakiire
5432 Imakiire (1988 VN) là một tiểu hành tinh vành đai chính được phát hiện ngày 3 tháng 11 năm 1988 bởi Kojima, T. ở Chiyoda.